# Gustav Adolf Magnus
Gustav Adolf Magnus (* 8. Oktober 1856 in Königsberg (Preußen); † 22. Juli 1931 in Saarbrücken) war ein deutscher Verwaltungsjurist und Präsident des Landgerichts Saarbrücken.

## Leben
Gustav Adolf Magnus hatte wie sein gleichnamiger Vater, der im August 1831 zum Referendar am Oberlandesgericht Königsberg ernannt worden war,
Rechtswissenschaften studiert. Zum 1. September 1889 wurde er zum Amtsrichter in Völklingen bestellt und wechselte am 1. Oktober 1894 in gleicher Funktion zum Amtsgericht Bonn. Nach sechsjähriger Tätigkeit kam er 1900 zum Landgericht Saarbrücken, wo er zunächst Landgerichtsrat und im Juni 1904 Landgerichtsdirektor wurde. In den Jahren von 1920 bis 1927 war er Landgerichtspräsident in Saarbrücken.
Zum 1. April 1927 wurde Magnus in den Ruhestand verabschiedet.

## Ehrungen
Geheimer Justizrat